# Svetlana Mironiuk
Svetlana Vasílievna Mironiuk (en ruso: Светла́на Васи́льевна Мироню́к, nacida el 3 de enero de 1968 en Moscú, Unión Soviética) es una ejecutiva de medios de comunicación rusos, graduada de la Universidad Estatal de Moscú. Procedente del holding informativo “Media Most” (fundado por el magnate Vladímir Gusinski, actualmente exiliado), fue jefa y redactora jefe de la agencia de noticias RIA Novosti, después de haber sido nombrada presidente de la Junta en 2003 y directora general en 2004. También es miembro del Foro Económico Mundial. Está casada y tiene tres hijos.
Bajo la dirección de Mironiuk, el medio gubernamental RÍA Nóvosti ganó prestigio de seriedad y profesionalismo como una empresa moderna capaz de hacer compatible su función oficial con la voluntad de cubrir los acontecimientos de forma digna y plural. Mironiuk ha sido también una de las organizadoras del Foro de Valdái, que desde 2004 reúne una vez al año a politólogos internacionales con dirigentes rusos, incluyendo el presidente de Rusia.
El 9 de diciembre de 2013 el presidente de Rusia, Vladímir Putin, emitió un decreto que abolió RIA Novosti y la fusionó con el servicio de radio internacional La Voz de Rusia para crear la nueva agencia de información Rossiya Segodnya. El mismo día, Mironiuk emitió un comunicado diciendo que ella no era consciente de la decisión hasta que se publicó el decreto, y que cree que el decreto tenía una razón económica y en realidad no estaba dirigido a la optimización del servicio de información. Esta declaración causó una cierta actividad de protesta y al día siguiente Mironiuk emitió otro comunicado. Sin denunciar formalmente la primera declaración, dijo que el deber de todos los empleados de RIA Novosti es poner en práctica el decreto del presidente, y los que no están de acuerdo con el decreto son, de hecho, desestabilizadores de la situación, y su actividad es puramente destructiva.
El decreto de desmantelamiento de RÍA Nóvosti se produjo a pesar de que había sido nombrada por el Comité Olímpico Internacional como la agencia oficial de los Juegos Olímpicos de Invierno de 2014 a realizarse en febrero de 2014 en la ciudad rusa de Sochi.